# Белобородов, Валерий Михайлович
Валерий Михайлович Белобородов (26 октября 1939, станция Оловянная, Читинская область, РСФСР — 20 сентября 2004, Звездный городок) — лётчик-истребитель, космонавт-испытатель Центра подготовки космонавтов имени Ю. А. Гагарина, майор в отставке.

## Биография

### Образование и ранние годы
Родился 26 октября 1939 года на станции Оловянная Читинской области в семье военнослужащего Белобородова Михаила Ивановича, (1905—1996), и машинистки Белобородовой (Иванова) Людмилы Ивановны, (1907—1996). Учился в средней школе № 70 в Киеве. В 1957 году окончив школу, поступил в Черниговское высшее училище летчиков (ВАУЛ), которое окончил в 1963 году. В институтские годы работал токарем Киевского мотоциклетного завода, а так же посещал аэроклуб в Киеве, где летал на учебно-тренировочном самолёте Як-18.

### Воинская служба и космическая подготовка
Окончив училище, с 1963 года служил летчиком 20-го Гвардейского авиационного полка истребителей-бомбардировщиков, а с 1964 года — лётчиком и с 1966 — старшим лётчиком 730-го авиационного полка истребителей-бомбардировщиков 125-й авиационной дивизии истребителей-бомбардировщиков 24-й Воздушной армии Группы советских войск в Германии.
Изначально принимал участие в 3-м наборе 1965 года в отряд космонавтов Центра подготовки космонавтов ВВС. 18 октября 1965 года его кандидатура рассматривалась на заседании мандатной комиссии, но он не был зачислен в отряд космонавтов.
3 мая 1967 года приказом Главнокомандующего ВВС был зачислен в отряд Центра подготовки космонавтов ВВС на должность слушателя-космонавта в составе 4-го набора. С 1967 по 1969 год проходил общекосмическую подготовку. Но в связи с «неуспеваемостью» был отчислен из отряда космонавтов.
После отчисления из отряда космонавтов с ноября 1969 года служил старшим лётчиком 911-го авиационного полка истребителей-бомбардировщиков 1-й uвардейской авиационной дивизии истребителей-бомбардировщиков 26-й Воздушной армии Белорусского военного округа.
С 1971 по 1980 год служил правым летчиком на Ту-124 эскадрильи реактивных самолётов 10-й отдельной авиабригады особого назначения ВВС, помощником командира корабля, правым летчиком специального самолёта, помощником командира корабля особо важного самолёта Ту-134.
С 1981 года — помощник командира корабля эскадрильи на самолётах Ту-134 354-го авиаполка особого назначения 8-й авиадивизии особого назначения ВВС.
27 июня 1987 года уволен в запас.

## Смерть
Умер 20 сентября 2004 года от сердечного приступа у себя дома в Звёздном городке. Похоронен 24 сентября на кладбище деревни Леониха.